# Chilango
La Real Academia Española, così come la Academia Mexicana de la Lengua, definiscono il termine chilango come un gentilizio colloquiale in uso a Città del Messico.
Tra le tante teorie sull'origine del termine, la più logica sembra essere quella che dice che all'inizio del ventesimo secolo venivano chiamati chilangos i messicani che emigravano dalle regioni circostanti verso la capitale.
L'etimologia della parola deriva dal nahuatl Ixachilan, che significa immensità.
Oggigiorno, chilango in Messico è, per estensione, chi vive a Città del Messico e l'uso del termine può avere caratteristiche negative, di avversione verso i capitalini.